# Ахтимнеевский сельский округ
Ахтимнеевский сельский округ — упразднённая административно-территориальная единица, существовавшая на территории Талдомского района Московской области в 1994—2006 годах.
Ахтимнеевский сельсовет был образован в первые годы советской власти. По данным 1923 года он входил в состав Ленинской волости Ленинского уезда Московской губернии.
В 1924 году к Ахтимнеевскому с/с был присоединён Карачуновский с/с.
В 1926 году Ахтимнеевский с/с включал деревни Ахтимнеево и Юркино, а также кладбищенскую сторожку.
В 1929 году Ахтимнеевский с/с был отнесён к Ленинскому району Кимрского округа Московской области.
27 декабря 1930 года Ленинский район был переименован в Талдомский район.
15 февраля 1952 года Ахтимнеевский с/с был упразднён. При этом селение Ахтимнеево было передано в Высочковский с/с, а селения Доброволец, Пенкино и Юркино — в Припущаевский с/с.
15 апреля 1992 года Ахтимнеевский с/с был восстановлен путём преобразования Сотсковского с/с (деревни Ахтимнеево, Высочки, Карачуново, Костино, Мякишево и Сотское).
3 февраля 1994 года Ахтимнеевский с/с был преобразован в Ахтимнеевский сельский округ.
В ходе муниципальной реформы 2004—2005 годов Ахтимнеевский сельский округ прекратил своё существование как муниципальная единица. При этом его населённые пункты частью были переданы в городское поселение Талдом, а частью — в сельское поселение Ермолинское.
29 ноября 2006 года Ахтимнеевский сельский округ исключён из учётных данных административно-территориальных и территориальных единиц Московской области.